# 朱徵鈐
襄陵安穆王朱徵鈐（1456年—1538年），明朝襄陵恭惠王朱範址的庶长子，明太祖之来孙。

## 生平

### 早年
天順元年（1457年）五月赐名。
成化二十三年（1487年）十二月，朱範址奏請率弟弟和子侄进京对新君明孝宗行奉慰禮，孝宗写信制止。

### 受封
正德六年（1511年）五月，明武宗御奉天殿傳旨遣建平伯高霳、彭城伯張欽、宣城伯衛璋、武平伯陳熹、陽武侯薛倫、長寧伯周瑭、大理寺右寺丞吳世忠、定西侯蔣壑、安鄉伯張坤為正使，中書舍人黃堂、兵科給事中吳玉榮、兵部員外郎侯宜正、中書舍人牛綱、翰林院檢討穆孔暉、中書舍人李繼先、禮部員外郎宋冕、鴻臚寺左寺丞翟宗仁、中書舍人胡頤為副使，持節冊封朱徵鈐為襄陵王。
先前朱徵鈐的祖父襄陵莊穆王朱冲炑獲准奉祀叔父安惠王朱楹，得到守園官校。正德十二年（1517年），朱徵鈐又請得供祀樂戶。次年（1518年），樂平王朱徵錏引用例子也請求樂戶，礼部不肯，并革除了奉祀安惠王的樂戶。
嘉靖二年（1523年）四月，御史喻茂堅彈劾襄陵王府奉國將軍朱偕泓通賊出城，刑部商議後，世宗下詔革其祿米三分之一，命朱徵鈐戒諭鎮國中尉朱旭橉不要和父親同惡。
六月，朱徵鈐自称年老行動不便，請求以長孫輔國將軍朱旭橦代為行礼，明世宗同意。
同年，韓昭王朱旭櫏代朱徵鈐請求奉祀安惠王的樂戶，世宗因為安惠王的緣故特許。
嘉靖三年（1524年）十一月，陝西巡按御史鄭氣劾奏朱徵鈐、朱徵錏、建寧王朱旭㮁各自的不法事，世宗下詔敕切責他們。
嘉靖九年（1530年）十二月，因肃王朱贡錝、堵阳王朱同鉣、南川王朱申锯、长阳王朱恩钠、陵川王朱诠𨮒、朱徵鈐、庆成王朱奇浈都年逾七十，命赐玺书及给羊酒币帛，令各府进表官带上致以问候。
嘉靖十一年（1532年）四月，因朱徵鈐五世同居，世宗嘉其親睦，遣使帶着敕書獎諭，赏赐羊、酒、文书、钱幣。
嘉靖十七年（1538年）薨。嘉靖二十年（1541年），朱旭橦未及袭封也去世。嘉靖二十四年（1545年）十二月，朱旭橦庶长子朱融焚袭封。

### 身后
朱徵鈐死後，韓定王朱融燧认为乐户不是郡王所用，提议裁革，世宗因為安惠王的緣故不許。朱融焚與朱融燧互相不停彈劾。嘉靖三十三年（1554年）二月，世宗听从礼部建议，下诏革除襄陵王奉祀安惠王的乐户。

### 分歧记载
《明武宗宝训》卷二〈褒諭宗室〉收录的弘治十八年（1505年）九月嘉奖朱徵鈐的告谕，对象应为当时在位的襄陵王朱範址。

## 评价
- 《弇山堂别集》卷074：好和不争，布德執義。

## 家庭

### 妻妾
- 王妃赵氏

### 子孙
- 庶长子辅国将军→镇国将军→襄陵端和王朱偕浰
- 朱偕洺，弘治四年（1491年）五月赐名[16]
- 庶子朱偕澳，弘治五年（1492年）正月赐名[17]
- 庶五子朱偕汜，弘治十七年（1504年）二月赐名[18]
- 庶六子辅国将军朱偕浦，弘治十五年（1502年）七月赐名，[19]嘉靖八年（1529年）二月在世[20]
- 镇国将军朱偕涍，嘉靖十一年（1532年）正月在世[21]
- 县主，仪宾陈真，正德十六年（1521年）十一月获罪夺职
- 县主，仪宾贺儒，正德十六年（1521年）十一月获罪夺职[22]